# Кротките
„Кротките“ е роман на Ангел Игов. Първият български роман за т. нар. Народен съд. Издаден е през септември 2015 г. Премиерата му е на 9 октомври 2015 г.
Действието в романа се развива във времето след преврата от 9 септември 1944 г. и обхваща събитията около т. нар. Народен съд.
Оформлението на корицата е дело на Иво Рафаилов. Редактор е Борис Минков.

## Награди
През 2016 г. Ангел Игов получава награда Христо Г. Данов в раздел Българска художествена литература за романа „Кротките“.
През 2020 г. получава Международната литературна награда за чуждестранна проза от германския център „Haus der Kulturen der Welt“ и фондация „Elementarteilchen“.